# 무한 공리
무한 공리는 집합론에서 집합계를 정의할 때에 사용되는 공리로, 무한 집합이 존재한다는 의미를 가지고 있다.
이 공리를 수식으로 나타내면 다음과 같다.
{\displaystyle \exists \mathbf {N} :\varnothing \in \mathbf {N} \land (\forall x:x\in \mathbf {N} \implies x\cup \{x\}\in \mathbf {N} )}
이것은 {\displaystyle \mathbf {N} }이라는 집합이 존재하여, 이 집합에는 공집합 {\displaystyle \{\}}, 그리고 공집합을 원소로 갖는 집합 {\displaystyle \{\{\}\}}, 그리고 그 다음으로 {\displaystyle \{\{\},\{\{\}\}\}}, ...와 같은 식으로 무한히 많은 원소를 가질 수 있다는 것을 의미한다.

## 독립성
체르멜로-프렝켈 집합론(ZFC)의 다른 공리들이 무모순이면, 무한 공리는 ZFC의 다른 공리들로 이끌어낼 수 없다. 폰 노이만 전체를 이용하면 무한공리의 부정과 ZFC의 나머지 공리들이 성립하는 모형을 만들 수 있다. 

## 같이 보기
- 페아노 공리계
- 유한주의
- 헐모시 팔
- 케네스 쿠넌